# Семён Олелькович
Семён Оле́лькович (Алекса́ндрович) (около 1420, Слуцк — 3 декабря 1470, Киев) — князь слуцкий (1443—1455) и киевский (1455—1470), старший сын князя киевского Олелько Владимировича и Анастасии Васильевны Московской.

## Биография
Дата рождения неизвестна, но есть сведения, что он был крещён в 1420 году в Слуцке. Семён был старшим сыном киевского князя Олельки Владимировича, внука великого князя литовского Ольгерда. Воспитывался в Москве, в доме бабушки, Софьи Витовтовны. В юности был пленён великим князем литовским Сигизмундом Кейстутовичем.
В 1443 году Олелько Владимирович, князь копыльский и слуцкий, получил в удельное владение от великого князя литовского Казимира Ягеллончика киевское княжение, а его сыновья Семён и Михаил — Слуцк и Копыль. В 1454 году, после смерти Олелько Владимировича великий князь литовский Казимир не признал Киевское княжество наследственным владением Олельковичей, а лишь передал его Семёну как наместнику. В 1451 году Семён вёл переговоры с правительством великого князя московского Василия II. В 1454—1455 годах, во время конфликта Великого княжества Литовского с Королевством Польским, антипольски настроенная часть элиты Великого княжества во главе с Яном Гаштольдом рассматривала Семёна как кандидата на престол. Семён установил контакты с ордынским ханом Сейид Ахмедом и принял его у себя во владениях, когда тот потерпел поражение от крымского хана Хаджи Гирея. Семён заключил с великим князем литовским Казимиром договор, по которому тот признавал его владение Киевом, но только в качестве своего наместника.
В 1456 году противники сближения с Польшей вновь пытались посадить на великокняжеский стол Семёна, который, ища поддержки в Москве, в 1460 году признал великого князя московского опекуном православных земель Великого князя Литовского. В 1461 году оппозиция потребовала от Казимира, находящегося в Польше, назначения Семёна наместником всего Великого княжества.
По заказу Семёна была отстроен Успенский собор Киево-Печерской лавры, где он и был похоронен.

## Семья
Был женат на Марии Гаштольд (ум. 1501), дочери воеводы трокского и виленского Яна Гаштольда, от которой имел сына Василия и дочерей Софью (жена Михаила Борисовича Тверского) и Александру (жена князя пинского и клецкого Фёдора Ивановича Ярославича). После внезапной смерти Семёна Олельковича Киевское княжество было преобразовано в воеводство, а его вдова и дети 21 апреля 1471 года в качестве компенсации получили Пинское княжество.